# Cmentarz żydowski w Słupcy
Cmentarz żydowski w Słupcy – niefunkcjonujący już kirkut ludności żydowskiej zamieszkałej przed wojną w Słupcy, położony pierwotnie poza miastem, obecnie przy ul. Gajowej. Ostatni pochówek odbył się w 1939 r..
Podczas II wojny światowej został zniszczony przez niemieckich nazistów, a nagrobki posłużyły do budowy ulic w mieście. Dzięki staraniom miejscowych społeczników, część płyt nagrobnych udało się odnaleźć. Niektóre z nich były prezentowane w muzeum w Słupcy. Najstarsza znaleziona macewa pochodzi z 1888 r. Dziś teren cmentarza znajduje się na terenie lasku miejskiego, jego lokalizację upamiętnia pomnik.